# Tuina cingulata
Tuina cingulata är en fjärilsart som beskrevs av Walker 1854. Tuina cingulata ingår i släktet Tuina och familjen björnspinnare. Inga underarter finns listade i Catalogue of Life.